# Wiktor Niekrasow
Wiktor Płatonowicz Niekrasow (ros. Ви́ктор Плато́нович Некра́сов; ur. 4 czerwca?/17 czerwca 1911 w Kijowie, zm. 3 września 1987 w Paryżu) – radziecki pisarz-prozaik i dysydent.

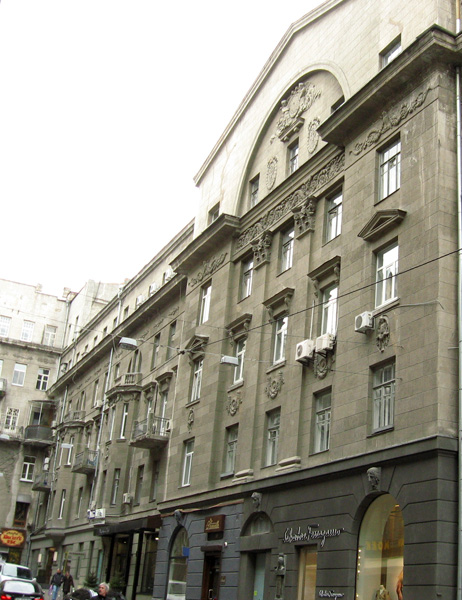
Dom w Kijowie w którym w latach 1950–1974 mieszkał Wiktor Niekrasow

## Życiorys
Pochodził z rodziny inteligenckiej. Ojciec – Płaton Fiedosiejewicz (1878–1917) był urzędnikiem bankowym, matka – Zinaida Nikołajewna z d. Motowiłowa (1878–1970) była lekarzem. Jego rodzice pozostawali w przyjacielskich stosunkach z Leninem i Łunaczarskim, jego ciotka była bliską przyjaciółką Nadieżdy Krupskiej. Dzieciństwo spędził w Lozannie, gdzie jego matka ukończyła studia medyczne, oraz w Paryżu, gdzie podczas I wojny światowej Zinaida była lekarzem wojskowym. W 1915 roku powrócił wraz z matką do Rosji i zamieszkał w Kijowie, tam spędził większość swojego życia. W 1936 roku ukończył architekturę na Kijowskim Instytucie Budownictwa, a w 1937 roku studium teatralne przy kijowskim Teatrze Dramatu Rosyjskiego. Następnie pracował jako aktor i scenograf teatralny w Kijowie, Władywostoku, Kirowie i Rostowie nad Donem. Od sierpnia 1941 jako saper służył na froncie, m.in. pod Stalingradem. W lecie 1944 roku Niekrasow został ciężko ranny podczas walk o Lublin i po rekonwalescencji, na początku 1945 roku został zdemobilizowany w stopniu kapitana. W latach 1945–1947 pracował jako dziennikarz w piśmie „Sowietskoje isskustwo”.
Debiutował w 1946 powieścią pt. W okopach Stalingradu, która po raz pierwszy ukazała się na łamach czasopisma „Znamia” (nr 8–10). Ta najsłynniejsza jego powieść, oparta na osobistych wspomnieniach autora z okresu bitwy o miasto, jest dziś uważana za jeden z najlepszych i najbardziej realistycznych utworów o tzw. wojnie ojczyźnianej. Wyróżniająca się pośród romantycznych i pełnych heroizmu powieści radzieckich tamtych lat książka, stanowi czołowe dzieło nurtu tzw. „prawdy okopów”. Powieść zyskała duży rozgłos i została przetłumaczona na 36 języków (w tym również na polski) oraz wydana w milionach egzemplarzy. Gdy powieść przeczytał Stalin, Niekrasow otrzymał za nią Nagrodę Stalinowską II stopnia w 1947. Na podstawie tej książki w 1956 powstał film pt. Sołdaty (pol. W okopach Stalingradu). Kolejne utwory Niekrasowa podejmowały „trudne” w czasach ZSRR tematy, takie jak adaptacja do pokojowego życia żołnierzy powracających z frontu (W rodzinnym mieście) lub niewinnie represjonowanych więźniach gułagów (Kira). Od 1959 na łamach „Litieraturnoj gaziety” zamieszczał artykuły nawołujące do upamiętnienia ofiar holocaustu na terenie ZSRR, m.in. zbrodni w Babim Jarze. Z tego powodu po kilku latach został oskarżony przez władze o syjonizm. Pomnik poświęcony Żydom pomordowanym w Babim Jarze został jednak w 1976 postawiony i dziś uważa się, że niemała w tym zasługa publikacji Niekrasowa.
W 1962 Niekrasow opublikował reportaż z podróży po ZSRR i USA pt. Po obu stronach oceanu, w którym przedstawił obiektywny obraz życia codziennego w ZSRR i USA początku lat 60. Spisując to, co widział, naraził się na ataki władz, m.in. samego Nikity Chruszczowa. Podobnie obiektywne spostrzeżenia z podróży do Francji, Włoch i USA, zawarte w reportażach Pierwsza znajomość i Miesiąc we Francji, naraziły go na zarzut „bałwochwalstwa wobec Zachodu”. Jego liberalne wypowiedzi na temat sztuki ZSRR (literatury, filmu i malarstwa) spowodowały kłopoty pisarza z cenzurą. Upadek Chruszczowa w 1964 i objęcie władzy przez Leonida Breżniewa na kilka lat zapewniły pisarzowi spokój. Jednak w 1969 Niekrasow podpisał list protestacyjny do Michaiła Susłowa w obronie represjonowanego ukraińskiego pisarza Czernowoła, a w 25 rocznicę zagłady Żydów w Babim Jarze ponownie publicznie upomniał się o pamięć ofiar. W konsekwencji został usunięty z partii w 1972 roku, pozbawiony obywatelstwa oraz zmuszony do emigracji w roku 1974. Wyjechał do Lozanny, a następnie osiadł w Paryżu, gdzie w latach 1975–1982 był zastępcą redaktora naczelnego czasopisma „Kontinient”. W okresie tym współpracował również z radiem Swoboda.
Na emigracji opublikował m.in. Notatki gapia (1975), Spojrzenie i coś (1977), Po obu stronach muru (1978), Saperlipopette albo co by było gdyby (1983), Mała smutna opowieść (1986). We wszystkich tych utworach Niekrasow pisał o swoich wrażeniach i przemyśleniach na temat świata Zachodu w połączeniu ze wspomnieniami z czasów ZSRR i krytycznymi wypowiedziami o sobie samym.
Żywo interesował go proces pieriestrojki w ZSRR.
Zmarł na raka w Paryżu w 1987. Został pochowany na cmentarzu prawosławnym w Sainte-Geneviève-des-Bois.
Za swoją dewizę życiową uważał: „Być sobą, nie kłamać, nie udawać, nie pochlebiać.

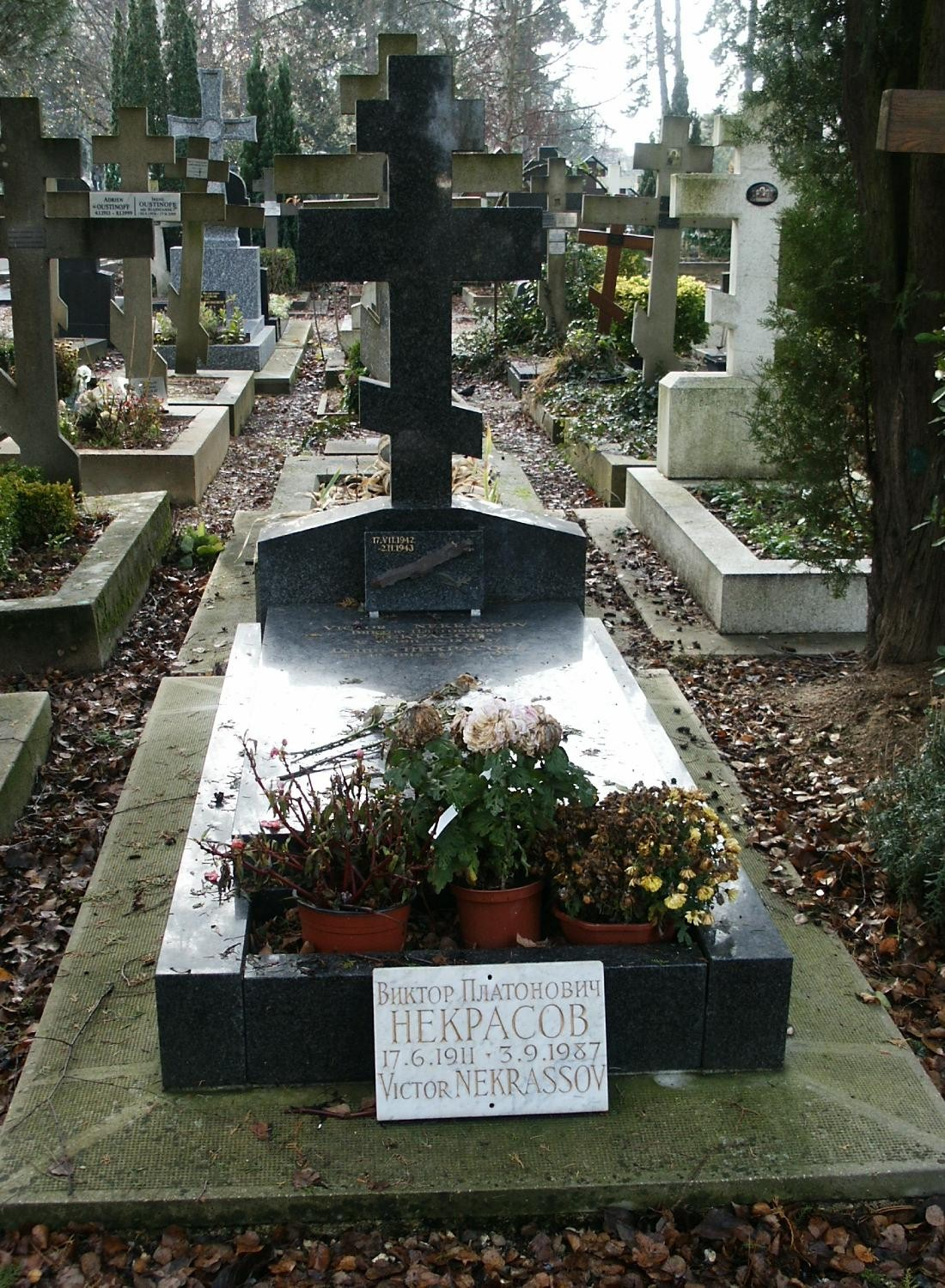
Nagrobek Niekrasowa na cmentarzu w Sainte-Geneviève-des-Bois

## Twórczość
- W okopach Stalingradu (W okopach Stalingrada, Moskwa 1946)
- W mieście rodzinnym (W rodnom gorodie, Moskwa 1954)
- Pierwsza znajomość (Pierwoje znakomstwo, Moskwa 1958)
- Druga noc (Wtoraja nocz', Moskwa 1960)
- Kira (Kira Gieorgijewna, Moskwa 1961)
- Wasia Konakow (Wasia Konakow, Moskwa 1962)
- Wybór opowiadań (Izobrannyje proizwiedienija, Moskwa 1962)
- Po obu stronach oceanu (Po obie storony okieana, Moskwa 1962)
- Druga noc (Wtoraja nocz', Moskwa 1965)
- Zdarzenie na Kurchanie Mamaja (Słuczaj na Mamajewom kurganie, Moskwa 1965)
- Miesiąc we Francji (Miesjac wo Francii, Moskwa 1965)
- Podróże w różnych wymiarach (Putiesziestwija w raznych izmierieniach, Moskwa 1967)
- W życiu i listach (W żyzni i w pismach, Moskwa 1971)
- Zapiski gapia (Zapiski ziewaki, Paryż 1975)
- Spojrzenie i coś (Wzglad i nieczoto, Paryż 1977)
- Po obu stronach muru (Po obie storony stieny, Paryż 1978-1979)
- Z dalekich krain wracając (Iz dalnych stranstwij wozwratias’..., Tel Awiw 1979-1981)
- Stalingrad (Stalingrad, Frankfurt n. Menem 1981)
- Saperlipopette albo co by było gdyby (Sapierlipopiet, ili Jesli by da kaby, da wo rtu rosli griby, Londyn 1983)
- Mała smutna opowieść (Malenkaja pieczalnaja powiest', Londyn 1986)
- Napisane ołówkiem (Napisano karandaszom, Kijów 1990)
- Notatki (Zapiski, Moskwa 1991)
- W najpiekielniejszych kotłach bywaliśmy... (W samych adskich kotłach pobywali..., Moskwa 1991)

## Odznaczenia i nagrody
- Order Czerwonej Gwiazdy (1944)
- Nagroda Stalinowska (1946)
- Medal za Odwagę (1943)
- Medal „Za zwycięstwo nad Niemcami w Wielkiej Wojnie Ojczyźnianej 1941–1945”
- Medal „Za obronę Stalingradu”
- Order Sztuki i Literatury (Francja)